# Olmeneta
Olmeneta är en ort och kommun i provinsen Cremona i regionen Lombardiet i Italien. Kommunen hade 946 invånare (2018).